# 布朗馬達

驱动蛋白是使用ATP沿著微管“行走”的分子馬達的一個例子，現在被認為是布朗馬達的一個例子。

布朗馬達是奈米或分子裝置，以熱趨動程序(化學應用)來控制及用來產生指向性的運動及做機械能或電能的功。這個小馬達在粘性遠大於慣性的環境下運用，而且熱雜訊使得它有如在龍捲風中行走般地難以走在一定的方向上：推動馬達於一指定方向的力比環境所施的無規則的力要小的許多。因為這一類的馬達強烈地依賴著熱雜訊，使得布朗馬達只在奈米尺度下才可能實現。
在生物學裡，許多細胞內的蛋白質分子馬達實際上即是一種布朗馬達。此一分子馬達將存在三磷酸腺苷內的化學能轉換至機械能。例如三磷酸腺苷酶馬達，其作用即是水解ATP來產生指向性的能量。此一指向性的能量會使粒子(或離子或多肽)偏向；其結果最終會使得粒子擴散的靜移動會強烈地偏向一個方向。
布朗馬達的力學與活動是現今理論及實驗生物物理學研究的客題。布朗馬達有時會用佛克耳-普朗克方程或以蒙特·卡羅方法來模擬。許多的研究者現在都忙著想要了解分子尺寸的馬達如何在不可忽略的熱雜訊中運作。這一馬達的熱力學被歸在擾動定理的分支中。

## 另見
- 分子機器
- 分子马达
- 布朗棘輪
- 布朗運動
- 擾動定理
- 罗伯特·布朗

## 外部連結
- R. D. Astumian (1997). "Thermodynamics and kinetics of a Brownian motor" （页面存档备份，存于）, Science 276, p. 917-922.
- J. A. Freund, T. Pöschel, ed. (2000). Stochastic processes in physics, chemistry, and biology. Lecture notes in physics, vol. 557. Springer Publishers, Berlin.
- Lukasz Machura: Performance of Brownian Motors. University of Augsburg, 2006 (PDF （页面存档备份，存于）)
- Brownian motor on arxiv.org  （页面存档备份，存于）